# Griseosphinx
Griseosphinx é um gênero de mariposa pertencente à família Bombycidae.